# هولكت اند سلفرد (بيدفوردشير)
هولكت اند سلفرد (بالإنجليزية: Hulcote and Salford)‏ هي قرية و أبرشية مدنية تقع في المملكة المتحدة في بيدفوردشير.